# Federico di Castiglia

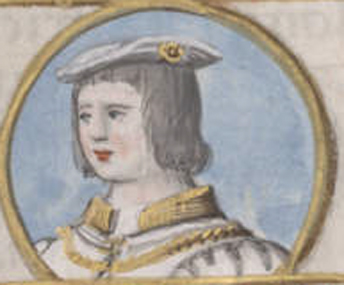
Ritratto di Federico di Castiglia

Federico di Castiglia (Guadalajara, 1223 – Burgos, 1277) è stato un principe spagnolo del Regno di Castiglia.

## Origine
Federico, come riportano i documenti n° XX ed XXVII dei DOCUMENTOS DE LA Iglesia Colegial de Santa María la Mayor (hoy Metropolitana) DE VALLADOLID, Siglo XIII, era il figlio maschio terzogenito del re di Castiglia, Ferdinando III e della sua prima moglie Beatrice di Svevia (Ferrandus Dei gratia Rex Castelle et Toleti una cum uxore mea Regina Beatrice et filiis meis Alfonso, Frederico, Fernando)(Ferrandus Dei gratia Rex Castelle et Toleti una cum uxore mea Regina Beatrice et filiis meis Alfonso, Frederico, Ferrando, Henrico), che, come riportano sia gli Annales Marbacenses era figlia del duca di Svevia e re di Germania, Filippo di Svevia (1179-1208, e di Irene Angelo (1181-1208), che secondo il Nicetae Choniatae Historia era figlia dell'imperatore di Costantinopoli, Isacco II Angelo e della prima moglie, Irene Tornikaina (ex priore coniuge libera susceptis, filiabus duabus et uno filio.... alteram" married "Siciliam regis Tangris filio), forse della famiglia dei Paleologi).

Ferdinando III, secondo la cronaca di Alberico delle Tre Fontane, era figlio del re di León Alfonso IX, e della seconda moglie, Berenguela I o Berengaria I, che fu Regina di Castiglia (Berengaria qui regi Legionensi id est regi Galicie peperita Fernandum successorem regis parvi in Castella et Toledo), che, ancora secondo la cronaca di Alberico delle Tre Fontane, era la figlia primogenita del re di Castiglia, Alfonso VIII e di Eleonora Plantageneta.

Blasone della Corona di Castiglia.

## Biografia
Nel 1226, Federico viene citato assieme ai genitori e a due fratelli (Alfonso e Ferdinando) nel documento n° XX dei DOCUMENTOS DE LA Iglesia Colegial de Santa María la Mayor (hoy Metropolitana) DE VALLADOLID, Siglo XIII, inerente una donazione alla chiesa Santa María la Mayor di Valladolid (Ferrandus Dei gratia Rex Castelle et Toleti una cum uxore mea Regina Beatrice et filiis meis Alfonso, Frederico, Fernando).

Nel 1230, Federico viene citato assieme ai genitori e a tre fratelli (Alfonso, Ferdinando ed Enrico) nel documento n° XXVII dei DOCUMENTOS DE LA Iglesia Colegial de Santa María la Mayor (hoy Metropolitana) DE VALLADOLID, Siglo XIII, inerente una donazione alla chiesa Santa María la Mayor di Valladolid (Ferrandus Dei gratia Rex Castelle et Toleti una cum uxore mea Regina Beatrice et filiis meis Alfonso, Frederico, Ferrando, Henrico).
Nel 1235, suo padre, Ferdinando III rimase vedovo e il 20 novembre 1237 sposò, a Burgos, come riporta la cronaca di Alberico delle Tre Fontane, l'erede delle contee di Aumale e di Ponthieu Giovanna di Dammartin (comes de Pontivo Symon...unam duxit rex Castelle de Hispanie Fernandus)(1220-16 marzo 1279), figlia di Simone de Dammartin, conte d'Aumâle e di Maria, contessa di Ponthieu, come riporta il Roderici Toletani Archiepiscopi De Rebus Hispaniæ (Mariam…mater Joannæ Reginæ Castellæ et Legionis).
Come i fratelli, fin da fanciullo venne chiamato dal padre a partecipare alla Reconquista. Il progetto che impegnava Ferdinando III già prima della sua nascita e consisteva, oltre che in interventi armati, anche nello sfruttare i dissidi tra i vari sovrani musulmani. 

Nel 1236, come riporta lo storico Rafael Altamira avvenne la conquista di Cordova.
Nel 1240 venne mandato dal padre presso la corte di Federico II di Svevia per chiedere ed ottenere il ducato di Svevia, l'eredità di sua madre Beatrice, morta nel 1235, senza ottenere risultati, per l'opposizione del papa come riporta il Diccionario biográfico español, Real Academia de la Historia. 
Federico rimase presso la corte dell'imperatore diversi anni partecipando alle azioni militari intraprese contro le città lombarde e il papato, assieme ai fratelli Alfonso ed Enrico.
Nel 1245 fece ritorno in Castiglia per prestare aiuto a suo padre impegnato nell'assedio di Jaén, che capitolò l'anno dopo. 
Per la rinuncia ai suoi diritti sull'eredità materna, Federico ottenne nel 1248 numerosi possedimenti terrieri in Andalusia, tra cui: Albaida, Gelves,  Alpechin, Brenes, Riazuela e La Algaba. 
Suo padre, Ferdinando III morì il 30 maggio del 1252, e gli succedette il figlio primogenito Alfonso, come Alfonso X detto il Saggio, con cui rimase in buoni rapporti sino al 1260.
Nel 1257 cercò di ottenere la mano della principessa Cristina di Norvegia, figlia del re Haakon IV di Norvegia, che poi sposò suo fratello Filippo.
A causa di conflitti con suo fratello Alfonso X di Castiglia, succeduto a loro padre, Federico raggiunse l'altro fratello Enrico messosi al servizio del re di Tunisi. Federico divenne anch'egli mercenario e rimase presso il re diversi anni.
In seguito si recò in Italia mettendosi al servizio di Manfredi di Sicilia, figlio illegittimo di Federico II. Dopo la disfatta nella battaglia di Benevento contro Carlo I d'Angiò, Federico tornò nuovamente al servizio del re di Tunisi. A costui chiese aiuto Corradino di Svevia per cacciare gli angioni ed riprendere il trono siciliano che fu dei suoi avi.

Anche questa seconda missione siciliana si tramutò in disfatta con l'uccisione in seguito alla battaglia di Tagliacozzo del pretendente svevo e Federico, che era stato scomunicato dal Papa continuò a combattere gli Angioini in Sicilia, ma per la superiorità degli avversari, dovette ritornare in Tunisia.
Nel 1270, fu intrapresa una crociata contro la Tunisia, ma la peste fece strage tra i Crociati, tra cui il re di Francia, Luigi IX, e Federico consigliò il per di Tunisi di pagare i nobili cristiani tra cui il fratello di Luigi IX, Carlo d'Angiò, affinché lasciassero per sempre la Tunisia.

A seguito di questo patto, Federico, qualche mese dopo lasciò Tunisi e fece ritorno in Castiglia, dove per questa su prolungata assenza era stato privato delle sue proprietà nel 1269 e nel 1272 Alfonso X le restituì al fratello, mentre il papa gli conferma scomunica. 
Federico non partecipò attivamente alla rivolta della nobiltà contro il re scoppiata nel 1272 ma appoggiò gli insorti.
Nel 1275, come riportano gli Anales Toledanos morì l'Infante Ferdinando de la Cerda, erede di Alfonso X (Anno Domini MCCLXXV obiit D. Fernando filius regis Castrellae). 

Federico, appoggiato dalla nobiltà, propose al fratello di nominare suo erede Sancho al posto di Alfonso de la Cerda ma il re si rifiutò.
Secondo gli Annali toledani accusato di cospirazione ai danni della corona, Alfonso, malato di malaria e continuamente minacciato dalle ribellioni dei nobili, condannò a morte Federico e un suo figlio nel 1277 (Rex Alfonsus mediante justitia occidit Dñm Fredicum).

## Matrimoni e discendenti
Mentre si trovava in Italia, Federico sposò Beatrice di Malaspina, figlia del marchese Corrado Malaspina, come riporta anche il Nobiliario del Conde de Barcelos Don Pedro, da cui ebbe una figlia:
- Beatrice (1242-1277), che sposò Alfonso Téllez de Meneses e poi Simone Rodríguez de los Cameros[16].

Nel 1274 sposò Caterina d'Epiro, come riportano le Europäische Stammtafeln (non consulte), che non gli diede discendenza.
Ebbe figli illegittimi da diverse amanti incontrate durante i continui viaggi.

Da donna ignota ebbe due figli illegittimi:
- Alfonso (1260-1298), nato in Italia e tornato col padre in Castiglia nel 1272 dove sposò Maria Ramirez de Queixial;
- Federico (dopo il 1260-?).

## Ascendenza
|                             |                     |                            | Genitori                 |  |  | Nonni |  |  | Bisnonni              |  |  | Trisnonni                |  |
|                             |                     |                            |                          |  |  |       |  |  | Ferdinando II di León |  |  | Alfonso VII di Castiglia |  |
|                             |                     |                            |                          |  |  |       |  |  | Ferdinando II di León |  |  | Alfonso VII di Castiglia |  |
|                             |                     | Berenguela di Barcellona   |                          |  |  |       |  |  | Ferdinando II di León |  |  |                          |  |
| Alfonso IX di León          |                     |                            |                          |  |  |       |  |  | Ferdinando II di León |  |  |                          |  |
|                             |                     | Urraca del Portogallo      | Alfonso I del Portogallo |  |  |       |  |  |                       |  |  |                          |  |
|                             |                     | Urraca del Portogallo      | Alfonso I del Portogallo |  |  |       |  |  |                       |  |  |                          |  |
|                             |                     | Urraca del Portogallo      | Mafalda di Savoia        |  |  |       |  |  |                       |  |  |                          |  |
| Ferdinando III di Castiglia |                     | Urraca del Portogallo      |                          |  |  |       |  |  |                       |  |  |                          |  |
|                             |                     | Alfonso VIII di Castiglia  | Sancho III di Castiglia  |  |  |       |  |  |                       |  |  |                          |  |
|                             |                     | Alfonso VIII di Castiglia  | Sancho III di Castiglia  |  |  |       |  |  |                       |  |  |                          |  |
|                             |                     | Alfonso VIII di Castiglia  | Bianca Garcés di Navarra |  |  |       |  |  |                       |  |  |                          |  |
| Berenguela di Castiglia     |                     | Alfonso VIII di Castiglia  |                          |  |  |       |  |  |                       |  |  |                          |  |
|                             |                     | Eleonora d'Inghilterra     | Enrico II d'Inghilterra  |  |  |       |  |  |                       |  |  |                          |  |
|                             |                     | Eleonora d'Inghilterra     | Enrico II d'Inghilterra  |  |  |       |  |  |                       |  |  |                          |  |
|                             |                     | Eleonora d'Inghilterra     | Eleonora d'Aquitania     |  |  |       |  |  |                       |  |  |                          |  |
| Federico di Castiglia       |                     | Eleonora d'Inghilterra     |                          |  |  |       |  |  |                       |  |  |                          |  |
|                             | Federico Barbarossa | Federico II duca di Svevia |                          |  |  |       |  |  |                       |  |  |                          |  |
|                             | Federico Barbarossa | Federico II duca di Svevia |                          |  |  |       |  |  |                       |  |  |                          |  |
|                             | Federico Barbarossa | Giuditta di Baviera        |                          |  |  |       |  |  |                       |  |  |                          |  |
| Filippo di Svevia           | Federico Barbarossa |                            |                          |  |  |       |  |  |                       |  |  |                          |  |
|                             |                     | Beatrice di Borgogna       | Rinaldo III di Borgogna  |  |  |       |  |  |                       |  |  |                          |  |
|                             |                     | Beatrice di Borgogna       | Rinaldo III di Borgogna  |  |  |       |  |  |                       |  |  |                          |  |
|                             |                     | Beatrice di Borgogna       | Agatha di Lorena         |  |  |       |  |  |                       |  |  |                          |  |
| Beatrice di Svevia          |                     | Beatrice di Borgogna       |                          |  |  |       |  |  |                       |  |  |                          |  |
|                             |                     | Isacco II Angelo           | Andronico Angelo         |  |  |       |  |  |                       |  |  |                          |  |
|                             |                     | Isacco II Angelo           | Andronico Angelo         |  |  |       |  |  |                       |  |  |                          |  |
|                             |                     | Isacco II Angelo           | Eufrosine Castamofissa   |  |  |       |  |  |                       |  |  |                          |  |
| Irene Angelo                |                     | Isacco II Angelo           |                          |  |  |       |  |  |                       |  |  |                          |  |
|                             |                     | Irene                      | …                        |  |  |       |  |  |                       |  |  |                          |  |
|                             |                     | Irene                      | …                        |  |  |       |  |  |                       |  |  |                          |  |
|                             |                     | Irene                      | …                        |  |  |       |  |  |                       |  |  |                          |  |
|                             |                     | Irene                      |                          |  |  |       |  |  |                       |  |  |                          |  |

### Fonti primarie
- (LA)  Monumenta Germaniae Historica, Scriptores, tomus XVII.
- (LA)  Monumenta Germaniae Historica, Scriptores, tomus XXIII.
- (LA)  (ES)  #ES España sagrada, Volume 23.
- (LA)  Recueil des historiens des Gaules et de la France. Tome 12.
- (LA)  #ES Nicetae Choniatae Historia.
- (LA)  #ES DOCUMENTOS DE LA Iglesia Colegial de Santa María la Mayor (hoy Metropolitana) DE VALLADOLID, Siglo XIII.

### Letteratura storiografica
- Rafael Altamira, "La Spagna (1031-1248)", in Storia del mondo medievale, vol. V, 1999, pp. 865–896
- (PT)  Nobiliario del Conde de Barcelos Don Pedro, Hijo del Rey Don Dionisio, Reyes de Portugal
- (ES) Crónica latina de los reyes de Castilla.